# Chicks
Chicks ist ein US-amerikanischer Film des Regisseurs James Melkonian aus dem Jahr 1994. Der Film gehört zu einer Reihe von Kiffer-Filmen, die in den USA als Stoner-Movie bezeichnet werden. Als weitere Filme dieser Art werden z. B. Confusion – Sommer der Ausgeflippten, Cheech und Chong oder Half Baked angesehen.

## Handlung
Der Film handelt von den zwei Verlierertypen Joe und Hubbs, die ihre Abende in Los Angeles damit verbringen in einem alten blauen Volkswagen Schnaps trinkend und Gras rauchend durch die Gegend zu fahren, und dabei versuchen Frauen (engl. chicks) aufzureißen.
Tack, ein minderbemittelter, biersaufender Typ, erzählt ihnen von einer Horde Mädchen, die er am Torrance Beach, gegenüber dem alten Frankie Avalon Haus gesehen hat. Wie sie allerdings wenig später von ihrem Bekannten Crumb erfahren, hat dessen Bruder und stadtbekannter Schläger, die Mädchen bereits aufgerissen. Im Laufe des Films gelingt es Joe und Hubbs, die beiden Mädchen Jill und Lanie für sich zu gewinnen. Dabei haben sie eine Menge an Unwägbarkeiten zu überstehen. So müssen sie sich z. B. achtzigprozentigen Rum besorgen, die Mädchen vor dem immer wieder auftauchenden Tack beschützen oder ständigen Polizeikonfrontationen aus dem Weg gehen.

## Musik
Der Film spielt Ende der siebziger Jahre und präsentiert eine Menge klassischer Rockhits. Als passende einleitende Titelmelodie wurde Paranoid von Black Sabbath gewählt. Auch wird immer wieder auf die Rockgruppe Blue Öyster Cult (BOC) Bezug genommen. Eine CD mit allen Titeln als Filmmusik wurde jedoch nicht veröffentlicht.

## Trivia
- Der Film war auf dem deutschen Markt für lange Zeit einzig auf VHS (VMP Entertainment) erhältlich. Erst 2008 erschien eine deutsche DVD. Diese trägt den von der VHS-Version abweichenden Untertitel Total bekifft.
- Lanie wird im Film immer mit dem Mädchen von dem Virgin Killer Album verglichen. Dies ist eine Anspielung auf das gleichnamige Album der deutschen Rock-Gruppe Scorpions.
- Die Biermarke Ox 45 wird immer wieder, ob auf T-Shirts, direkt als Dosenbier oder als Stierkopf an der Wand, präsentiert. Sie ist eine Anspielung auf die in Amerika populäre Marke Colt 45, deren Label aber nicht im Film gezeigt werden durfte.
- Frankie Avalon hat zum Schluss einen Gastauftritt und spielt sich selbst in einer Situation, in der er am Ende des Films das alte Frankie Avalon Haus sucht.
- Joe berichtet fortwährend von einem Konzert der amerikanischen Rockgruppe Blue Öyster Cult, bei dem er von einem Laser getroffen wurde. Am Ende des Films im Abspann tauchen Eric Bloom und Donald „Buck Dharma“ Roeser von der Gruppe BOC auf und wollen Joe ein Original Godzilla T-Shirt für fünf Dollar verkaufen.
- Der Produzent David Heyman ist auch Produzent von Harry Potter.
- Jake Busey, Sohn des in Deutschland bekannten amerikanischen Schauspielers Gary Busey, hat hier eine Nebenrolle als Muldoon.
- Der Film spielt laut Intro in dem fiktiven Land Suburbia.